# Pachycephala soror
Sibilante-de-sclater ou assobiadeira-papua (Pachycephala soror) é uma espécie de ave da família Pachycephalidae.
Pode ser encontrada nos seguintes países: Indonésia e Papua-Nova Guiné.
Os seus habitats naturais são: florestas subtropicais ou tropicais húmidas de baixa altitude e regiões subtropicais ou tropicais húmidas de alta altitude.